# Rallye Dakar 2024
Rallye Dakar 2024 byl 46. ročník prestižní soutěže Rallye Dakar, která se koná v Saúdské Arábii.
Vytrvalostní závod začal prologem 5. ledna 2024 v Al-'Ula a skončil po 12 etapách 19. ledna v Janbu; trať vedla pouze přes Saúdskou Arábii, přičemž 60 % tras byla zcela nových. Na trati se objevily různé povrchy, jako jsou písek, kameny, štěrk a asfalt. Na start se tradičně postavili jezdci motocyklů, čtyřkolek, automobilů, speciálů, prototypů a kamionů; roku 2024 se poprvé v historii Rallye Dakar jela 48hodinová etapa, která byla dlouhá více než 550 měřených kilometrů. 48hodinová etapa byla přerušena v 16:00 prvního dne konání a pokračovala následující ráno, což přidalo závodu nový strategický rozměr. Automobilový závodník Martin Prokop k 48hodinové etapě uvedl, že se jednalo o „to nejtvrdší, co kdy v životě jeli“.
Mezi české závodníky patřili Martin Macík, Aleš Loprais, Jaroslav Valtr, Martin Šoltys, Daniel Stiblík, Martin Prokop, Tomáš Ouředníček, Martin Michek, Jan Brabec, Libor Podmol a další.

## Etapy
| Etapa       | Datum         | Z            | Do           | Měřené          | Celkem          |
| Etapa       | Datum         | Z            | Do           | km              | km              |
| ----------- | ------------- | ------------ | ------------ | --------------- | --------------- |
| Prolog      | 5. ledna      | Al-'Ula      | Al-'Ula      | 28              | 158             |
| 1           | 6. ledna      | Al-'Ula      | Al Henakiyah | 405             | 532             |
| 2           | 7. ledna      | Al Henakiyah | Al Dawadimi  | 470             | 662             |
| 3           | 8. ledna      | Al Dawadimi  | Al Salamiya  | 440             | 773             |
| 4           | 9. ledna      | Al Salamiya  | Al Hofuf     | 299             | 631             |
| 5           | 10. ledna     | Al Hofuf     | Shaybah      | 118             | 727             |
| 6           | 11.–12. ledna | Shaybah      | Shaybah      | 532             | 766             |
|             | 13. ledna     | Rijád        | Rijád        | odpočinkový den | odpočinkový den |
| 7           | 14. ledna     | Rijád        | Ad Dawadimi  | 483             | 873             |
| 8           | 15. ledna     | Ad Dawadimi  | Hail         | 458             | 678             |
| 9           | 16. ledna     | Hail         | Al Ula       | 417             | 639             |
| 10          | 17. ledna     | Al Ula       | Al Ula       | 371             | 609             |
| 11          | 18. ledna     | Al Ula       | Janbu        | 480             | 587             |
| 12          | 19. ledna     | Janbu        | Janbu        | 175             | 328             |
| Cíl v Janbu |               |              |              |                 |                 |

## Výsledky

### Vítězové etap
| Etapa           | Motocykly            | Čtyřkolky        | Automobily           | Challenger (T3)       | SSV (T4)            | Kamiony               | Klasika            | Mission 1000       |
| --------------- | -------------------- | ---------------- | -------------------- | --------------------- | ------------------- | --------------------- | ------------------ | ------------------ |
| 1               | Ross Branch          | Marcelo Medeiros | Guillaume De Mévius  | Marek Goczał          | Rodrigo Varela      | Janus van Kasteren    | Lorenzo Traglio    | Sylvain Espinasse  |
| 2               | José Ignacio Cornejo | Marcelo Medeiros | Stéphane Peterhansel | Mitch Guthrie         | Gerard Farrés       | Janus van Kasteren    | Juan Morera        | Willy Jobard       |
| 3               | Kevin Benavides      | Alexandre Giroud | Lucas Moraes         | Mitch Guthrie         | Yasir Seaidan       | Martin Macík          | Carlos Santaolalla | Jordi Juvanteny    |
| 4               | José Ignacio Cornejo | Manuel Andújar   | Sébastien Loeb       | Ignacio Casale        | João Ferreira       | Janus van Kasteren    | Carlos Santaolalla | Wenmin Su          |
| 5               | Pablo Quintanilla    | Marcelo Medeiros | Násir al-Attíja      | Francisco Contardo    | Xavier de Soultrait | Martin Macík          | Ondřej Klymčiw     | Etapa zrušena      |
| 6               | Adrien Van Beveren   | Alexandre Giroud | Sébastien Loeb       | Cristina Gutiérrezová | Xavier de Soultrait | Martin Macík          | Carlos Santaolalla | Jean Michel Paulhe |
| 7               | José Ignacio Cornejo | Alexandre Giroud | Sébastien Loeb       | Mitch Guthrie         | João Ferreira       | Martin Macík          | Carlos Santaolalla | Jordi Juvanteny    |
| 8               | Kevin Benavides      | Manuel Andújar   | Mattias Ekström      | Saleh Alsaif          | João Ferreira       | Mitchel van den Brink | Lorenzo Traglio    | Wenmin Su          |
| 9               | Adrien Van Beveren   | Alexandre Giroud | Sébastien Loeb       | Nicolás Cavigliasso   | Cristiano Batista   | Gert Huzink           | Carlos Santaolalla | Jean Michel Paulhe |
| 10              | Ricky Brabec         | Manuel Andújar   | Guerlain Chicherit   | Marcelo Gastaldi      | Sara Price          | Gert Huzink           | Carlos Santaolalla | Jordi Juvanteny    |
| 11              | Ross Branch          | Alexandre Giroud | Guerlain Chicherit   | Nicolás Cavigliasso   | Jérôme de Sadeleer  | Aleš Loprais          | Lorenzo Traglio    | Wenmin Su          |
| 12              | Kevin Benavides      | Alexandre Giroud | Sébastien Loeb       | Marcelo Gastaldi      | Florent Vayssade    | Aleš Loprais          | Carlos Santaolalla | Jordi Juvanteny    |
| Vítězové Rallye | Ricky Brabec         | Manuel Andújar   | Carlos Sainz         | Cristina Gutiérrezová | Xavier de Soultrait | Martin Macík          | Carlos Santaolalla | Jordi Juvanteny    |

### Výsledky etap

#### Motocykly
|       | Výsledky etapy | Výsledky etapy       | Výsledky etapy | Výsledky etapy | Výsledky etapy | Celkové pořadí | Celkové pořadí       | Celkové pořadí | Celkové pořadí | Celkové pořadí |
| Etapa | Poz            | Závodník             | Značka         | Čas            | Rozdíl         | Poz            | Závodník             | Značka         | Čas            | Rozdíl         |
| ----- | -------------- | -------------------- | -------------- | -------------- | -------------- | -------------- | -------------------- | -------------- | -------------- | -------------- |
| 1     | 1              | Ross Branch          | Hero           | 04:56:01       |                | 1              | Ross Branch          | Hero           | 04:56:01       |                |
| 1     | 2              | Ricky Brabec         | Honda          | 05:06:55       | 00:10:54       | 2              | Ricky Brabec         | Honda          | 05:06:55       | 00:10:54       |
| 1     | 3              | Mason Klein          | Kove           | 05:07:20       | 00:11:19       | 3              | Mason Klein          | Kove           | 05:07:20       | 00:11:19       |
| 2     | 1              | José Ignacio Cornejo | Honda          | 04:24:17       |                | 1              | Ross Branch          | Hero           | 09:29:26       |                |
| 2     | 2              | Luciano Benavides    | Husqvarna      | 04:30:16       | 00:05:59       | 2              | José Ignacio Cornejo | Honda          | 09:32:29       | 00:02:55       |
| 2     | 3              | Pablo Quintanilla    | Honda          | 04:30:29       | 00:06:12       | 3              | Ricky Brabec         | Honda          | 09:36:50       | 00:07:15       |
| 3     | 1              | Kevin Benavides      | KTM            | 04:39:28       |                | 1              | Ross Branch          | Hero           | 14:32:51       |                |
| 3     | 2              | Ricky Brabec         | Honda          | 04:40:39       | 00:01:11       | 2              | José Ignacio Cornejo | Honda          | 14:36:02       | 00:03:11       |
| 3     | 3              | Adrien Van Beveren   | Honda          | 04:42:19       | 00:02:51       | 3              | Ricky Brabec         | Honda          | 14:37:59       | 00:05:08       |
| 4     | 1              | José Ignacio Cornejo | Honda          | 02:51:11       |                | 1              | José Ignacio Cornejo | Honda          | 17:27:13       |                |
| 4     | 2              | Ricky Brabec         | Honda          | 02:54:10       | 00:02:59       | 2              | Ross Branch          | Hero           | 17:28:28       | 00:01:15       |
| 4     | 3              | Kevin Benavides      | KTM            | 02:54:29       | 00:03:18       | 3              | Ricky Brabec         | Honda          | 17:32:09       | 00:04:56       |
| 5     | 1              | Pablo Quintanilla    | Honda          | 01:32:53       |                | 1              | Ross Branch          | Hero           | 19:05:03       |                |
| 5     | 2              | Adrien Van Beveren   | Honda          | 01:33:30       | 00:00:37       | 2              | José Ignacio Cornejo | Honda          | 19:06:17       | 00:01:14       |
| 5     | 3              | Toby Price           | KTM            | 01:34:32       | 00:01:39       | 3              | Ricky Brabec         | Honda          | 19:08:50       | 00:03:47       |
| 6     | 1              | Adrien Van Beveren   | Honda          | 07:57:29       |                | 1              | Ricky Brabec         | Honda          | 27:11:21       |                |
| 6     | 2              | Toby Price           | KTM            | 08:01:42       | 00:04:13       | 2              | Ross Branch          | Hero           | 27:12:12       | 00:00:51       |
| 6     | 3              | Ricky Brabec         | Honda          | 08:02:31       | 00:05:02       | 3              | Adrien Van Beveren   | Honda          | 27:20:42       | 00:09:21       |
| 7     | 1              | José Ignacio Cornejo | Honda          | 05:18:33       |                | 1              | Ricky Brabec         | Honda          | 32:37:20       |                |
| 7     | 2              | Kevin Benavides      | KTM            | 05:19:05       | 00:00:32       | 2              | Ross Branch          | Hero           | 32:37:21       | 00:00:01       |
| 7     | 3              | Luciano Benavides    | Husqvarna      | 05:21:45       | 00:03:12       | 3              | José Ignacio Cornejo | Honda          | 32:44:08       | 00:06:48       |
| 8     | 1              | Kevin Benavides      | KTM            | 03:35:03       |                | 1              | Ricky Brabec         | Honda          | 36:16:31       |                |
| 8     | 2              | Luciano Benavides    | Husqvarna      | 03:35:34       | 00:00:31       | 2              | Ross Branch          | Hero           | 36:17:13       | 00:00:42       |
| 8     | 3              | Adrien Van Beveren   | Honda          | 03:36:30       | 00:01:27       | 3              | José Ignacio Cornejo | Honda          | 36:20:52       | 00:04:21       |
| 9     | 1              | Adrien Van Beveren   | Honda          | 04:36:36       |                | 1              | Ricky Brabec         | Honda          | 40:53:49       |                |
| 9     | 2              | Ricky Brabec         | Honda          | 04:37:18       | 00:00:42       | 2              | Ross Branch          | Hero           | 41:00:58       | 00:07:09       |
| 9     | 3              | Pablo Quintanilla    | Honda          | 04:41:05       | 00:04:29       | 3              | Adrien Van Beveren   | Honda          | 41:05:05       | 00:11:16       |
| 10    | 1              | Ricky Brabec         | Honda          | 03:51:39       |                | 1              | Ricky Brabec         | Honda          | 44:45:28       |                |
| 10    | 2              | José Ignacio Cornejo | Honda          | 03:51:41       | 00:00:02       | 2              | Ross Branch          | Hero           | 44:56:22       | 00:10:54       |
| 10    | 3              | Adrien Van Beveren   | Honda          | 03:51:59       | 00:00:20       | 3              | Adrien Van Beveren   | Honda          | 44:57:14       | 00:11:46       |
| 11    | 1              | Ross Branch          | Hero           | 04:51:57       |                | 1              | Ricky Brabec         | Honda          | 49:37:57       |                |
| 11    | 2              | Ricky Brabec         | Honda          | 04:52:29       | 00:00:32       | 2              | Ross Branch          | Hero           | 49:48:19       | 00:10:22       |
| 11    | 3              | Adrien Van Beveren   | Honda          | 04:55:14       | 00:03:17       | 3              | Adrien Van Beveren   | Honda          | 49:52:28       | 00:14 :31      |
| 12    | 1              | Kevin Benavides      | KTM            | 01:48:40       |                | 1              | Ricky Brabec         | Honda          | 51:30:08       |                |
| 12    | 2              | Toby Price           | KTM            | 01:49:40       | 00:01:00       | 2              | Ross Branch          | Hero           | 51:41:01       | 00:10:53       |
| 12    | 3              | Luciano Benavides    | Husqvarna      | 01:49:54       | 00:01:14       | 3              | Adrien Van Beveren   | Honda          | 51:42:33       | 00:12:25       |

#### Čtyřkolky
|       | Výsledky etapy | Výsledky etapy   | Výsledky etapy | Výsledky etapy | Výsledky etapy | Celkové pořadí | Celkové pořadí   | Celkové pořadí | Celkové pořadí | Celkové pořadí |
| Etapa | Poz            | Závodník         | Značka         | Čas            | Rozdíl         | Poz            | Závodník         | Značka         | Čas            | Rozdíl         |
| ----- | -------------- | ---------------- | -------------- | -------------- | -------------- | -------------- | ---------------- | -------------- | -------------- | -------------- |
| 1     | 1              | Marcelo Medeiros | Yamaha         | 06:16:25       |                | 1              | Marcelo Medeiros | Yamaha         | 06:16:25       |                |
| 1     | 2              | Juraj Varga      | Yamaha         | 06:19:05       | 00:02:40       | 2              | Juraj Varga      | Yamaha         | 06:19:05       | 00:02:40       |
| 1     | 3              | Manuel Andújar   | Yamaha         | 06:27:52       | 00:11:27       | 3              | Manuel Andújar   | Yamaha         | 06:27:52       | 00:11:27       |
| 2     | 1              | Marcelo Medeiros | Yamaha         | 05:37:04       |                | 1              | Marcelo Medeiros | Yamaha         | 12:18:38       |                |
| 2     | 2              | Juraj Varga      | Yamaha         | 05:41:20       | 00:04:16       | 2              | Juraj Varga      | Yamaha         | 12:25:30       | 00:06:52       |
| 2     | 3              | Manuel Andújar   | Yamaha         | 05:42:59       | 00:05:55       | 3              | Manuel Andújar   | Yamaha         | 12:32:50       | 00:14:12       |
| 3     | 1              | Alexandre Giroud | Yamaha         | 05:43:34       |                | 1              | Juraj Varga      | Yamaha         | 18:15:21       |                |
| 3     | 2              | Manuel Andújar   | Yamaha         | 05:43:52       | 00:00:18       | 2              | Manuel Andújar   | Yamaha         | 18:16:42       | 00:01:21       |
| 3     | 3              | Juraj Varga      | Yamaha         | 05:49:21       | 00:06:17       | 3              | Marcelo Medeiros | Yamaha         | 18:30:13       | 00:14:52       |
| 4     | 1              | Manuel Andújar   | Yamaha         | 03:35:06       |                | 1              | Manuel Andújar   | Yamaha         | 21:51:48       |                |
| 4     | 2              | Alexandre Giroud | Yamaha         | 03:35:38       | 00:00:18       | 2              | Alexandre Giroud | Yamaha         | 22:13:12       | 00:21:24       |
| 4     | 3              | Marcelo Medeiros | Yamaha         | 03:45:42       | 00:06:17       | 3              | Marcelo Medeiros | Yamaha         | 22:15:55       | 00:24:07       |
| 5     | 1              | Marcelo Medeiros | Yamaha         | 01:51:09       |                | 1              | Manuel Andújar   | Yamaha         | 23:45:23       |                |
| 5     | 2              | Alexandre Giroud | Yamaha         | 01:52:30       | 00:01:21       | 2              | Alexandre Giroud | Yamaha         | 24:05:42       | 00:20:19       |
| 5     | 3              | Manuel Andújar   | Yamaha         | 01:53:35       | 00:02:26       | 3              | Marcelo Medeiros | Yamaha         | 24:07:04       | 00:21:41       |
| 6     | 1              | Alexandre Giroud | Yamaha         | 09:17:12       |                | 1              | Manuel Andújar   | Yamaha         | 33:02:44       |                |
| 6     | 2              | Manuel Andújar   | Yamaha         | 09:17:21       | 00:00:09       | 2              | Alexandre Giroud | Yamaha         | 33:22:54       | 00:20:10       |
| 6     | 3              | Marcelo Medeiros | Yamaha         | 10:21:16       | 01:04:04       | 3              | Marcelo Medeiros | Yamaha         | 34:28:20       | 01:25:36       |
| 7     | 1              | Alexandre Giroud | Yamaha         | 06:51:26       |                | 1              | Manuel Andújar   | Yamaha         | 40:48:00       |                |
| 7     | 2              | Manuel Andújar   | Yamaha         | 07:05:16       | 00:13:50       | 2              | Alexandre Giroud | Yamaha         | 40:54:20       | 00:06:20       |
| 7     | 3              | Juraj Varga      | Yamaha         | 07:20:42       | 00:29:16       | 3              | Juraj Varga      | Yamaha         | 43:15:46       | 02:27:46       |
| 8     | 1              | Manuel Andújar   | Yamaha         | 04:24:40       |                | 1              | Manuel Andújar   | Yamaha         | 45:12:40       |                |
| 8     | 2              | Alexandre Giroud | Yamaha         | 04:29:46       | 00:05:06       | 2              | Alexandre Giroud | Yamaha         | 45:24:06       | 00:11:26       |
| 8     | 3              | Juraj Varga      | Yamaha         | 04:40:19       | 00:15:39       | 3              | Juraj Varga      | Yamaha         | 47:56:05       | 02:43:25       |
| 9     | 1              | Alexandre Giroud | Yamaha         | 05:49:34       |                | 1              | Manuel Andújar   | Yamaha         | 51:07:27       |                |
| 9     | 2              | Manuel Andújar   | Yamaha         | 05:54:47       | 00:05:13       | 2              | Alexandre Giroud | Yamaha         | 51:13:40       | 00:06:13       |
| 9     | 3              | Juraj Varga      | Yamaha         | 06:19:27       | 00:29:53       | 3              | Juraj Varga      | Yamaha         | 54:15:32       | 03:08:05       |
| 10    | 1              | Manuel Andújar   | Yamaha         | 04:49:23       |                | 1              | Manuel Andújar   | Yamaha         | 55:56:50       |                |
| 10    | 2              | Alexandre Giroud | Yamaha         | 04:52:01       | 00:02:38       | 2              | Alexandre Giroud | Yamaha         | 56:05:41       | 00:08:51       |
| 10    | 3              | Juraj Varga      | Yamaha         | 05:05:40       | 00:16:17       | 3              | Juraj Varga      | Yamaha         | 59:21:12       | 03:24:22       |
| 11    | 1              | Alexandre Giroud | Yamaha         | 06:13:57       |                | 1              | Manuel Andújar   | Yamaha         | 62:11:24       |                |
| 11    | 2              | Manuel Andújar   | Yamaha         | 06:14:34       | 00:00:37       | 2              | Alexandre Giroud | Yamaha         | 62:19:38       | 00:08:14       |
| 11    | 3              | Juraj Varga      | Yamaha         | 06:35:29       | 00:21:32       | 3              | Juraj Varga      | Yamaha         | 65:56:41       | 03:45:17       |
| 12    | 1              | Alexandre Giroud | Yamaha         | 02:05:14       |                | 1              | Manuel Andújar   | Yamaha         | 64:16:53       |                |
| 12    | 2              | Manuel Andújar   | Yamaha         | 02:05:29       | 00:00:15       | 2              | Alexandre Giroud | Yamaha         | 64:24:52       | 00:07:59       |
| 12    | 3              | Juraj Varga      | Yamaha         | 02:23:37       | 00:18:23       | 3              | Juraj Varga      | Yamaha         | 68:20:18       | 04:03:25       |

#### Automobily
|       | Výsledky etapy | Výsledky etapy       | Výsledky etapy | Výsledky etapy | Výsledky etapy | Celkové pořadí | Celkové pořadí      | Celkové pořadí | Celkové pořadí | Celkové pořadí |
| Etapa | Poz            | Závodník             | Značka         | Čas            | Rozdíl         | Poz            | Závodník            | Značka         | Čas            | Rozdíl         |
| ----- | -------------- | -------------------- | -------------- | -------------- | -------------- | -------------- | ------------------- | -------------- | -------------- | -------------- |
| 1     | 1              | Guillaume De Mévius  | Toyota         | 04:35:59       |                | 1              | Guillaume De Mévius | Toyota         | 04:35:59       |                |
| 1     | 2              | Carlos Sainz         | Audi           | 04:37:46       | 00:01:44       | 2              | Carlos Sainz        | Audi           | 04:37:46       | 00:01:44       |
| 1     | 3              | Giniel de Villiers   | Toyota         | 04:45:17       | 00:09:18       | 3              | Giniel de Villiers  | Toyota         | 04:45:17       | 00:09:18       |
| 2     | 1              | Stéphane Peterhansel | Audi           | 03:54:40       |                | 1              | Carlos Sainz        | Audi           | 08:49:38       |                |
| 2     | 2              | Sébastien Loeb       | Prodrive       | 03:55:09       | 00:00:29       | 2              | Yazeed Al-Rajhi     | Toyota         | 08:51:29       | 00:01:51       |
| 2     | 3              | Seth Quintero        | Toyota         | 03:57:51       | 00:03:11       | 3              | Sébastien Loeb      | Prodrive       | 08:53:55       | 00:04:17       |
| 3     | 1              | Lucas Moraes         | Toyota         | 04:14:51       |                | 1              | Jázid al-Rádží      | Toyota         | 13:07:29       |                |
| 3     | 2              | Mattias Ekström      | Audi           | 04:15:00       | 00:00:09       | 2              | Carlos Sainz        | Audi           | 13:07:58       | 00:00:29       |
| 3     | 3              | Jázid al-Rádží       | Toyota         | 04:16:00       | 00:01:09       | 3              | Mattias Ekström     | Audi           | 13:15:55       | 00:08:26       |
| 4     | 1              | Sébastien Loeb       | Prodrive       | 02:36:02       |                | 1              | Jázid al-Rádží      | Toyota         | 15:44:39       |                |
| 4     | 2              | Jázid al-Rádží       | Toyota         | 02:37:10       | 00:01:08       | 2              | Carlos Sainz        | Audi           | 15:48:58       | 00:04:19       |
| 4     | 3              | Násir al-Attíja      | Prodrive       | 02:37:24       | 00:01:22       | 3              | Násir al-Attíja     | Prodrive       | 15:55:42       | 00:11:03       |
| 5     | 1              | Násir al-Attíja      | Prodrive       | 01:37:25       |                | 1              | Jázid al-Rádží      | Toyota         | 17:24:04       |                |
| 5     | 2              | Guerlain Chicherit   | Toyota         | 01:39:16       | 00:01:51       | 2              | Násir al-Attíja     | Prodrive       | 17:33:07       | 00:09:03       |
| 5     | 3              | Juan Cruz Yacopini   | Toyota         | 01:39:23       | 00:01:58       | 3              | Carlos Sainz        | Audi           | 17:35:35       | 00:11:31       |
| 6     | 1              | Sébastien Loeb       | Prodrive       | 07:21:56       |                | 1              | Carlos Sainz        | Audi           | 24:59:32       |                |
| 6     | 2              | Carlos Sainz         | Audi           | 07:23:57       | 00:02:01       | 2              | Mattias Ekström     | Audi           | 25:19:53       | 00:20:21       |
| 6     | 3              | Mattias Ekström      | Audi           | 07:32:51       | 00:10:55       | 3              | Sébastien Loeb      | Prodrive       | 25:29:03       | 00:29:31       |
| 7     | 1              | Sébastien Loeb       | Prodrive       | 04:56:39       |                | 1              | Carlos Sainz        | Audi           | 30:06:42       |                |
| 7     | 2              | Lucas Moraes         | Toyota         | 05:03:45       | 00:07:06       | 2              | Sébastien Loeb      | Prodrive       | 30:25:42       | 00:19:00       |
| 7     | 3              | Násir al-Attíja      | Prodrive       | 05:06:26       | 00:09:47       | 3              | Lucas Moraes        | Toyota         | 31:07:17       | 01:00:35       |
| 8     | 1              | Mattias Ekström      | Audi           | 03:17:15       |                | 1              | Carlos Sainz        | Audi           | 33:29:10       |                |
| 8     | 2              | Stéphane Peterhansel | Audi           | 03:20:00       | 00:02:45       | 2              | Sébastien Loeb      | Prodrive       | 33:53:57       | 00:24:47       |
| 8     | 3              | Guerlain Chicherit   | Toyota         | 03:20:25       | 00:03:10       | 3              | Lucas Moraes        | Toyota         | 34:34:23       | 01:05:13       |
| 9     | 1              | Sébastien Loeb       | Prodrive       | 04:17:33       |                | 1              | Carlos Sainz        | Audi           | 37:50:57       |                |
| 9     | 2              | Carlos Sainz         | Audi           | 04:21:47       | 00:04:14       | 2              | Sébastien Loeb      | Prodrive       | 38:11:30       | 00:20:33       |
| 9     | 3              | Mathieu Serradori    | Century        | 04:22:16       | 00:04:43       | 3              | Lucas Moraes        | Toyota         | 39:05:59       | 01:12:02       |
| 10    | 1              | Guerlain Chicherit   | Toyota         | 03:19:27       |                | 1              | Carlos Sainz        | Audi           | 41:35:12       |                |
| 10    | 2              | Brian Baragwanath    | Century        | 03:25:10       | 00:05:43       | 2              | Sébastien Loeb      | Prodrive       | 41:48:34       | 00:13:22       |
| 10    | 3              | Benediktas Vanagas   | Toyota         | 03:25:31       | 00:06:04       | 3              | Lucas Moraes        | Toyota         | 42:37:56       | 01:02:44       |
| 11    | 1              | Guerlain Chicherit   | Toyota         | 04:43:00       |                | 1              | Carlos Sainz        | Audi           | 46:23:47       |                |
| 11    | 2              | Guillaume De Mévius  | Toyota         | 04:48:32       | 00:05:32       | 2              | Guillaume De Mévius | Toyota         | 47:50:53       | 01:27:06       |
| 11    | 3              | Carlos Sainz         | Audi           | 04:48:35       | 00:05:35       | 3              | Sébastien Loeb      | Prodrive       | 47:59:49       | 01:36:02       |
| 12    | 1              | Sébastien Loeb       | Prodrive       | 01:39:41       |                | 1              | Carlos Sainz        | Audi           | 48:15:18       |                |
| 12    | 2              | Guillaume De Mévius  | Toyota         | 01:44:50       | 00:05:09       | 2              | Guillaume De Mévius | Toyota         | 49:35:43       | 01:20:25       |
| 12    | 3              | Vaidotas Žala        | Mini           | 01:45:02       | 00:05:21       | 3              | Sébastien Loeb      | Prodrive       | 49:40:30       | 01:25:12       |

#### Kamiony
|       | Výsledky etapy | Výsledky etapy        | Výsledky etapy | Výsledky etapy | Výsledky etapy | Celkové pořadí | Celkové pořadí        | Celkové pořadí | Celkové pořadí | Celkové pořadí |
| Etapa | Poz            | Závodník              | Značka         | Čas            | Rozdíl         | Poz            | Závodník              | Značka         | Čas            | Rozdíl         |
| ----- | -------------- | --------------------- | -------------- | -------------- | -------------- | -------------- | --------------------- | -------------- | -------------- | -------------- |
| 1     | 1              | Janus van Kasteren    | Iveco          | 04:55:25       |                | 1              | Janus van Kasteren    | Iveco          | 04:55:25       |                |
| 1     | 2              | Gert Huzink           | Renault        | 05:02:28       | 00:07:03       | 2              | Gert Huzink           | Renault        | 05:02:28       | 00:07:03       |
| 1     | 3              | Jaroslav Valtr        | Tatra          | 05:06:57       | 00:11:32       | 3              | Jaroslav Valtr        | Tatra          | 05:06:57       | 00:11:32       |
| 2     | 1              | Janus van Kasteren    | Iveco          | 04:36:12       |                | 1              | Janus van Kasteren    | Iveco          | 09:31:37       |                |
| 2     | 2              | Aleš Loprais          | Praga          | 04:36:18       | 00:00:06       | 2              | Aleš Loprais          | Praga          | 09:44:32       | 00:12:55       |
| 2     | 3              | Martin Macík          | Iveco          | 04:38:34       | 00:02:22       | 3              | Martin Macík          | Iveco          | 09:53:34       | 00:21:57       |
| 3     | 1              | Aleš Loprais          | Praga          | 04:56:51       |                | 1              | Aleš Loprais          | Praga          | 14:41:13       |                |
| 3     | 2              | Martin Macík          | Iveco          | 05:01:08       | 00:04:27       | 2              | Janus van Kasteren    | Iveco          | 14:44:28       | 00:03:15       |
| 3     | 3              | Janus van Kasteren    | Iveco          | 05:12:51       | 00:16:10       | 3              | Martin Macík          | Iveco          | 14:54:42       | 00:13:29       |
| 4     | 1              | Janus van Kasteren    | Iveco          | 03:00:49       |                | 1              | Janus van Kasteren    | Iveco          | 17:45:17       |                |
| 4     | 2              | Mitchel van den Brink | Iveco          | 03:06:53       | 00:06:04       | 2              | Aleš Loprais          | Praga          | 17:50:34       | 00:05:17       |
| 4     | 3              | Aleš Loprais          | Praga          | 03:09:21       | 00:08:32       | 3              | Martin Macík          | Iveco          | 18:31:00       | 00:45:43       |
| 5     | 1              | Martin Macík          | Iveco          | 01:52:25       |                | 1              | Janus van Kasteren    | Iveco          | 20:01:22       |                |
| 5     | 2              | Mitchel van den Brink | Iveco          | 01:53:47       | 00:01:22       | 2              | Martin Macík          | Iveco          | 20:23:25       | 00:22:03       |
| 5     | 3              | Vick Versteijnen      | Iveco          | 02:00:20       | 00:07:55       | 3              | Aleš Loprais          | Praga          | 20:27:27       | 00:26:05       |
| 6     | 1              | Martin Macík          | Iveco          | 08:35:53       |                | 1              | Martin Macík          | Iveco          | 28:59:18       |                |
| 6     | 2              | Mitchel van den Brink | Iveco          | 09:41:34       | 01:05:41       | 2              | Aleš Loprais          | Praga          | 30:16:00       | 01:16:42       |
| 6     | 3              | Aleš Loprais          | Praga          | 09:48:33       | 01:12:40       | 3              | Mitchel van den Brink | Iveco          | 30:49:17       | 01:49:59       |
| 7     | 1              | Martin Macík          | Iveco          | 05:40:52       |                | 1              | Martin Macík          | Iveco          | 34:40:10       |                |
| 7     | 2              | Mitchel van den Brink | Iveco          | 05:41:31       | 00:00:39       | 2              | Aleš Loprais          | Praga          | 36:16:20       | 01:36:10       |
| 7     | 3              | Aleš Loprais          | Praga          | 06:00:20       | 00:19:28       | 3              | Mitchel van den Brink | Iveco          | 36:30:48       | 01:50:38       |
| 8     | 1              | Mitchel van den Brink | Iveco          | 03:38:27       |                | 1              | Martin Macík          | Iveco          | 38:19:55       |                |
| 8     | 2              | Martin Macík          | Iveco          | 03:39:45       | 00:01:18       | 2              | Mitchel van den Brink | Iveco          | 40:09:15       | 01:49:20       |
| 8     | 3              | Aleš Loprais          | Praga          | 03:52:12       | 00:13:45       | 3              | Aleš Loprais          | Praga          | 40:11:32       | 01:51:37       |
| 9     | 1              | Gert Huzink           | Renault        | 05:04:34       |                | 1              | Martin Macík          | Iveco          | 43:26:01       |                |
| 9     | 2              | Martin Macík          | Iveco          | 05:06:06       | 00:01:32       | 2              | Aleš Loprais          | Praga          | 45:20:43       | 01:54:42       |
| 9     | 3              | Aleš Loprais          | Praga          | 05:09:11       | 00:04:37       | 3              | Mitchel van den Brink | Iveco          | 45:38:11       | 02:12:10       |
| 10    | 1              | Gert Huzink           | Renault        | 03:40:39       |                | 1              | Martin Macík          | Iveco          | 47:07:48       |                |
| 10    | 2              | Martin Macík          | Iveco          | 03:41:47       | 00:01:08       | 2              | Aleš Loprais          | Praga          | 49:13:56       | 02:06:08       |
| 10    | 3              | Michiel Becx          | Iveco          | 03:49:39       | 00:09:00       | 3              | Mitchel van den Brink | Iveco          | 50:39:34       | 03:31:46       |
| 11    | 1              | Aleš Loprais          | Praga          | 05:18:50       |                | 1              | Martin Macík          | Iveco          | 52:31:45       |                |
| 11    | 2              | Martin Macík          | Iveco          | 05:23:57       | 00:05:07       | 2              | Aleš Loprais          | Praga          | 54:32:46       | 02:01:01       |
| 11    | 3              | Jaroslav Valtr        | Tatra          | 05:50:39       | 00:31:49       | 3              | Janus van Kasteren    | Iveco          | 57:28:27       | 05:26:42       |
| 12    | 1              | Aleš Loprais          | Praga          | 01:56:41       |                | 1              | Martin Macík          | Iveco          | 54:34:48       |                |
| 12    | 2              | Jaroslav Valtr        | Tatra          | 01:58:11       | 00:01:30       | 2              | Aleš Loprais          | Praga          | 56:29:27       | 01:54:39       |
| 12    | 3              | Janus van Kasteren    | Iveco          | 01:58:25       | 00:01:44       | 3              | Mitchel van den Brink | Iveco          | 59:04:14       | 04:29:26       |

### Konečné pořadí

#### Motocykly
| Poz. | Závodník             | Značka    | Čas      | Rozdíl   |
| ---- | -------------------- | --------- | -------- | -------- |
| 1    | Ricky Brabec         | Honda     | 51:30:08 |          |
| 2    | Ross Branch          | Hero      | 51:41:01 | 00:10:53 |
| 3    | Adrien Van Beveren   | Honda     | 51:42:33 | 00:12:25 |
| 4    | Kevin Benavides      | KTM       | 52:08:56 | 00:38:48 |
| 5    | Toby Price           | KTM       | 52:15:36 | 00:45:28 |
| 6    | José Ignacio Cornejo | Honda     | 52:16:46 | 00:46:38 |
| 7    | Luciano Benavides    | Husqvarna | 52:23:39 | 00:53:31 |
| 8    | Daniel Sanders       | Gas Gas   | 52:44:40 | 01:14:32 |
| 9    | Štefan Svitko        | KTM       | 53:26:36 | 01:56:28 |
| 10   | Martin Michek        | KTM       | 54:18:57 | 02:48:49 |

#### Čtyřkolky
| Poz. | Závodník           | Značka | Čas       | Rozdíl    |
| ---- | ------------------ | ------ | --------- | --------- |
| 1    | Manuel Andújar     | Yamaha | 64:16:53  |           |
| 2    | Alexandre Giroud   | Yamaha | 64:24:52  | 00:07:59  |
| 3    | Juraj Varga        | Yamaha | 68:20:18  | 04:03:25  |
| 4    | Laisvydas Kancius  | Yamaha | 71:30:38  | 07:13:45  |
| 5    | Antanas Kanopkinas | CFMOTO | 113:25:50 | 49:08:57  |
| 6    | Samuel Desbuisson  | Yamaha | 192:42:55 | 128:26:02 |
| 7    | Hani Al-Noumesi    | Yamaha | 200:03:28 | 135:46:35 |

#### Automobily
| Poz. | Řidič               | Spolujezdec    | Značka   | Čas      | Rozdíl   |
| ---- | ------------------- | -------------- | -------- | -------- | -------- |
| 1    | Carlos Sainz        | Lucas Cruz     | Audi     | 48:15:18 |          |
| 2    | Guillaume De Mévius | Xavier Panseri | Toyota   | 49:35:43 | 01:20:25 |
| 3    | Sébastien Loeb      | Fabian Lurquin | Prodrive | 49:44:30 | 01:29:12 |
| 4    | Guerlain Chicherit  | Alex Winocq    | Toyota   | 49:51:17 | 01:35:59 |
| 5    | Martin Prokop       | Viktor Chytka  | Ford     | 50:32:01 | 02:16:43 |
| 6    | Guy Botterill       | Brett Cummings | Toyota   | 50:55:51 | 02:40:33 |
| 7    | Giniel de Villiers  | Dennis Murphy  | Toyota   | 51:05:44 | 02:50:26 |
| 8    | Benediktas Vanagas  | Kuldar Sikk    | Toyota   | 51:12:35 | 02:57:17 |
| 9    | Lucas Moraes        | Armand Monleón | Toyota   | 51:18:30 | 03:03:12 |
| 10   | Mathieu Serradori   | Loïc Minaudier | Century  | 51:19:30 | 03:04:12 |

#### Kamiony
| Poz. | Řidič                 | Navigátor          | Mechanik                            | Značka | Čas       | Rozdíl   |
| ---- | --------------------- | ------------------ | ----------------------------------- | ------ | --------- | -------- |
| 1    | Martin Macík          | František Tomášek  | David Švanda                        | Iveco  | 54:34:48  |          |
| 2    | Aleš Loprais          | Jaroslav Valtr     | Jiří Stross                         | Praga  | 56:29:27  | 01:54:39 |
| 3    | Mitchel van den Brink | Jarno van de Pol   | Moises Torrallardona                | Iveco  | 59:04:14  | 04:29:26 |
| 4    | Janus van Kasteren    | Darek Rodewald     | Marcel Snijders                     | Iveco  | 59:56:52  | 05:22:04 |
| 5    | Michiel Becx          | Wulfert van Ginkel | Edwin Kuijpers                      | Iveco  | 66:09:20  | 11:34:32 |
| 6    | Teruhito Sugawara     | Hirokazu Somemiya  | Yuji Mochizuki                      | Hino   | 71:57:42  | 17:22:54 |
| 7    | Claudio Bellina       | Bruno Gotti        | Marco Aarnoletti                    | Iveco  | 73:07:22  | 18:32:34 |
| 8    | Ben de Groot          | Govert Boogaard    | Ad Hofmans                          | Iveco  | 75:01:26  | 20:26:38 |
| 9    | Richard de Groot      | Jan Hulsebosch     | Martijn Johannes Martinus van Rooij | Iveco  | 101:36:17 | 47:01:29 |
| 10   | Pascal de Baar        | Gijsbert Verschoor | Tomáš Šikola                        | Tatra  | 110:40:35 | 56:05:47 |